# ورزشگاه او۲ آرنا لندن
 ورزشگاه او۲ آرنا لندن  (به انگلیسی: The O2 Arena) ورزشگاهی چند منظوره در شهر لندن است.
این ورزشگاه در سال ۲۰۰۷ میلادی تأسیس شده و ظرفیت آن ۲۰٬۰۰۰ نفر است.
مسابقات بسکتبال و ژیمناستیک بازی‌های المپیک تابستانی ۲۰۱۲ و بسکتبال با ویلچر پارالمپیک تابستانی ۲۰۱۲ در این مجموعه برگزار شد.